# Petit Best 7
Albums de divers artistes du Hello! Project
Petit Best 6
(2005) Petit Best 8
(2007)
Petit Best 7 ou Pucchi Best 7 (プッチベスト7) est un album compilation de chansons des divers artistes du Hello! Project, sortie fin 2006.

## Présentation
L'album sort le 20 décembre 2006 au Japon sous le label zetima. Il atteint la 32e place du classement de l'Oricon, et reste classé pendant trois semaines.
Il contient des titres sortis en single dans l'année de la plupart des groupes et solistes du Hello! Project. Il ne contient que deux titres inédits : un mega-mix mixant ensemble des extraits de trente singles du groupe Morning Musume, et une nouvelle chanson, Ready Go!, interprétée conjointement par les groupes Morning Musume, DEF.DIVA, et Berryz Kobo. Il contient aussi quatre titres rares sortis dans l'année : une chanson du groupe Melon Kinenbi alors parue uniquement sur un single en distribution limitée, la chanson de Country Musume qui figurait en titre inédit sur son album Country Musume Daizenshū 2, la chanson du groupe débutant Tomoiki Ki wo Uetai parue sur un single en distribution limitée, et la chanson en solo de Ai Takahashi de Morning Musume parue en "single digital" en téléchargement.
L'album est le septième d'une série de compilations similaires homonymes nommées Petit Best, dont les volumes sortent chaque fin d'année. Un DVD homonyme (Petit Best 7 DVD) contenant la plupart des clips vidéo des chansons de l'album sort également le même jour. Le mega-mix et le titre inédit n'ont pas de clips ; à la place figure le clip de la chanson Sexy Boy ~Soyokaze ni Yorisotte~ de Morning Musume sortie en single dans l'année. Les titres rares de Melon Kinenbi, Country Musume et Tomoiki Ki wo Uetai n'ont pas non plus de clips, mais figurent à la place en version live filmées en concert.

## Liste des titres
| 1.  | Morning Musume Mega Mix 30 (Radio Edit) (titre inédit)                | Morning Musume                           |  |
| 2.  | The Stress (ザ・ストレス)                                             | Natsumi Abe                              |  |
| 3.  | Glass no Pumps (ガラスのパンプス)                                     | Maki Gotō                                |  |
| 4.  | Suna wo Kamu you ni... Namida (砂を噛むように・・・NAMIDA)            | Aya Matsuura                             |  |
| 5.  | Thanks!                                                               | GAM                                      |  |
| 6.  | Issai Gassai Anata ni Ageru (一切合切 あなたに∮あ·げ·る♪)             | V-u-den                                  |  |
| 7.  | Onegai Miwaku no Target (お願い魅惑のターゲット) (single indépendant) | Melon Kinenbi                            |  |
| 8.  | Kakumei Chikku Kiss (革命チックKISS) (de l'album Daizenshū 2)         | Country Musume                           |  |
| 9.  | Koi Kana (恋☆カナ)                                                    | Tsukishima Kirari starring Kusumi Koharu |  |
| 10. | Jiriri Kiteru (ジリリ キテル)                                         | Berryz Kobo                              |  |
| 11. | Ōkina Ai de Motenashite (大きな愛でもてなして)                        | Cute                                     |  |
| 12. | Urara (うらら)                                                        | Yūko Nakazawa                            |  |
| 13. | Omae no Namida wo Ore ni Kure (お前の涙を俺にくれ)                    | Yuki Maeda                               |  |
| 14. | Minna no Ki (みんなの木) (single indépendant)                         | Tomoiki Ki wo Uetai                      |  |
| 15. | Yume Kara Samete (夢から醒めて) (single digital)                      | Ai Takahashi (Morning Musume)            |  |
| 16. | Let's Go Rakuten Eagles (LET'S～ GO 楽天 イーグルス)                  | DEF.DIVA                                 |  |
| 17. | Ready Go! (titre inédit)                                              | Morning Musume, DEF.DIVA, Berryz Kobo    |  |

| 1.  | Sexy Boy ~Soyokaze ni Yorisotte~ (SEXY BOY～そよ風に寄り添って～) | Morning Musume                           |  |
| 2.  | The Stress (ザ・ストレス)                                         | Natsumi Abe                              |  |
| 3.  | Glass no Pumps (ガラスのパンプス)                                 | Maki Gotō                                |  |
| 4.  | Suna wo Kamu you ni... Namida (砂を噛むように・・・NAMIDA)        | Aya Matsuura                             |  |
| 5.  | Thanks!                                                           | GAM                                      |  |
| 6.  | Issai Gassai Anata ni Ageru (一切合切 あなたに∮あ·げ·る♪)         | V-u-den                                  |  |
| 7.  | Onegai Miwaku no Target (Live) (お願い魅惑のターゲット...)        | Melon Kinenbi                            |  |
| 8.  | Kakumei Chikku Kiss (Live) (革命チックKISS...)                    | Country Musume                           |  |
| 9.  | Koi Kana (恋☆カナ)                                                | Tsukishima Kirari starring Kusumi Koharu |  |
| 10. | Jiriri Kiteru (ジリリ キテル)                                     | Berryz Kobo                              |  |
| 11. | Ōkina Ai de Motenashite (大きな愛でもてなして)                    | Cute                                     |  |
| 12. | Urara (うらら)                                                    | Yūko Nakazawa                            |  |
| 13. | Omae no Namida wo Ore ni Kure (お前の涙を俺にくれ)                | Yuki Maeda                               |  |
| 14. | Minna no Ki (Live) (みんなの木...)                                | Tomoiki Ki wo Uetai                      |  |
| 15. | Yume Kara Samete (夢から醒めて)                                   | Ai Takahashi (Morning Musume)            |  |
| 16. | Let's Go Rakuten Eagles (LET'S～ GO 楽天 イーグルス)              | DEF.DIVA                                 |  |

## Participantes
Comme pour les précédents volumes, toutes les chanteuses ayant interprété des titres de la compilation figurent sur le montage photographique en couverture, certaines apparaissant plusieurs fois en fonction de leurs différentes activités. Cette année-là, Makoto Ogawa, ex-Morning Musume alors en congé temporaire du H!P, y figure aussi mais en solo pour avoir participé au titre de son ex-groupe sur le DVD.
- Morning Musume (Hitomi Yoshizawa, Ai Takahashi, Risa Niigaki, Miki Fujimoto, Sayumi Michishige, Eri Kamei, Reina Tanaka, Koharu Kusumi)
- Natsumi Abe
- Maki Gotō
- Aya Matsuura
- GAM (Aya Matsuura, Miki Fujimoto)
- V-u-den (Rika Ishikawa, Erika Miyoshi, Yui Okada)
- Melon Kinenbi (Hitomi Saito, Megumi Murata, Masae Otani, Ayumi Shibata)
- Country Musume (Asami, Mai Satoda, Miuna)
- Tsukishima Kirari starring Kusumi Koharu (Morning Musume) (Koharu Kusumi)
- Berryz Kōbō (Saki Shimizu, Momoko Tsugunaga, Chinami Tokunaga, Māsa Sudō, Miyabi Natsuyaki, Yurina Kumai, Risako Sugaya)
- Cute (Maimi Yajima, Erika Umeda, Saki Nakajima, Airi Suzuki, Chisato Okai, Mai Hagiwara, Megumi Murakami, Kanna Arihara)
- Yūko Nakazawa
- Yuki Maeda
- Tomoiki Ki wo Uetai (Arisa Noto, Yūka Maeda, Kaede Ōse, Konatsu Furukawa, Saki Mori)
- Ai Takahashi (de Morning Musume, en solo)
- DEF.DIVA (Natsumi Abe, Maki Gotō, Rika Ishikawa, Aya Matsuura)
- Makoto Ogawa (ex-Morning Musume sans activité)